# Loodvergiftiging
Loodvergiftiging of saturnisme is een ziekte die veroorzaakt wordt door een te hoog gehalte aan lood in het lichaam. Loodvergiftiging kan onder andere onherstelbare schade toebrengen aan het zenuwstelsel, de bloedsomloop aantasten en ontwikkelingsstoornissen bij kinderen teweegbrengen. Wereldwijd heeft één op de drie kinderen loodvergiftiging (2020).
Dit zware metaal wordt al gedolven en gebruikt sinds de klassieke oudheid, onder andere door de Romeinen voor waterleidingen. De belangrijkste bron voor lood in het lichaam was tot voor kort in westerse landen het lood dat door de toevoeging van tetra-ethyllood aan benzine als antiklopmiddel in de atmosfeer terechtkwam. Sinds deze praktijk verboden is, is het loodgehalte van stof in de lucht aan het dalen, ook bij de eraan blootgestelde bevolking, met name in gebieden met veel verkeer. In de eerste helft van de twintigste eeuw zat er veel lood in verf, in de vorm van het witte mineraal basisch lood(II)carbonaat 2PbCO3·Pb(OH)2.
Ook kunnen oude loden waterleidingen aanleiding zijn van loodvergiftiging.
Het woord saturnisme verwijst naar Saturnus. Lood was voor de middeleeuwse alchemisten de oudste van de zeven belangrijkste metalen. Het werd daarom gelinkt aan de traagste planeet die op dat moment bekend was.